# Saltos ornamentais no Campeonato Europeu de Esportes Aquáticos de 2021 - Trampolim 3 m sincronizado feminino
A prova do trampolim 3 m sincronizado feminino dos saltos ornamentais no Campeonato Europeu de Esportes Aquáticos de 2021 ocorreu no dia 16 de maio na Arena Danúbio, em Budapeste na Hungria.

## Calendário
| Fase  | Data       | Hora  |
| ----- | ---------- | ----- |
| Final | 16 de maio | 18:00 |

Todos os horários estão no horário local (UTC+1)

## Medalhistas
| Ouro                                    | Prata                                       | Bronze                                      |
| Alemanha · Lena Hentschel · Tina Punzel | Itália · Elena Bertocchi · Chiara Pellacani | Rússia · Uliana Kliueva · Vitaliia Koroleva |

## Resultados
Esses foram os resultados da competição.
| Pos.              | Nacionalidade | Saltadoras                       | Pontos | Pontos | Pontos | Pontos | Pontos | Pontos | Pontos |
| Pos.              | Nacionalidade | Saltadoras                       | T1     | T2     | T3     | T4     | T5     | Total  |        |
| ----------------- | ------------- | -------------------------------- | ------ | ------ | ------ | ------ | ------ | ------ | ------ |
| Medalha de ouro   | Alemanha      | Lena Hentschel Tina Punzel       | 48.60  | 48.60  | 70.20  | 72.00  | 67.89  | 307.29 |        |
| Medalha de prata  | Itália        | Elena Bertocchi Chiara Pellacani | 49.80  | 44.40  | 72.00  | 74.40  | 66.60  | 307.20 |        |
| Medalha de bronze | Rússia        | Uliana Kliueva Vitaliia Koroleva | 48.60  | 49.80  | 69.30  | 54.90  | 68.40  | 291.00 |        |
| 4                 | Reino Unido   | Grace Reid Katherine Torrance    | 49.80  | 47.40  | 67.50  | 63.00  | 63.00  | 290.70 |        |
| 5                 | Ucrânia       | Hanna Pysmenska Viktoriya Kesar  | 48.60  | 46.20  | 65.70  | 58.59  | 62.10  | 281.19 |        |
| 6                 | Hungria       | Petra Sándor Emma Veisz          | 43.80  | 37.80  | 46.80  | 43.74  | 47.04  | 219.18 |        |